# Obla Gorica
Obla Gorica je naselje v Občini Šmartno pri Litiji.